# Voo Dagestan Airlines 372
O Voo Dagestan Airlines 372 era um voo comercial programado entre o Aeroporto Internacional Vnukovo, Moscou, para o Aeroporto de Uytash, em Makhachkala, Rússia. Em 4 de dezembro de 2010, um Tupolev Tu-154M realizando o voo derrapou para fora da pista após um pouso de emergência no Aeroporto Internacional Domodedovo, a 45 km a sudeste de Vnukovo. Duas pessoas a bordo morreram.

## Aeronave

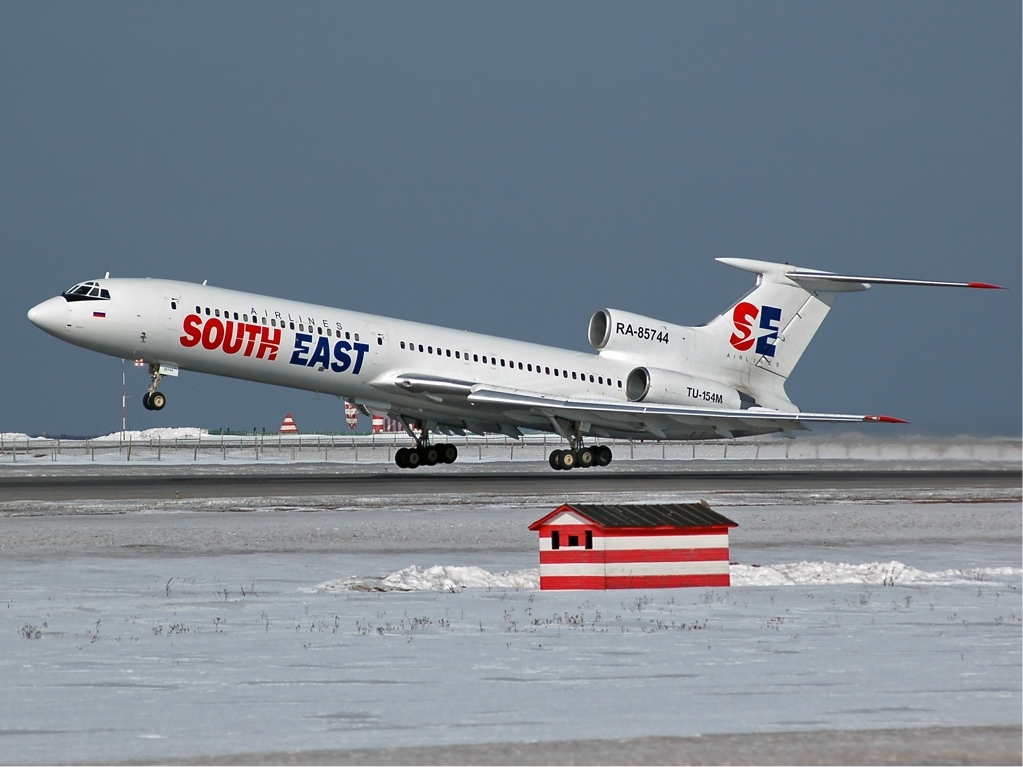
RA-85744, a aeronave envolvida, nas cores da South East Airlines, após a mudança de logotipo da Dagestan Airlines

A aeronave envolvida no acidente, um Tupolev Tu-154M, prefixo RA-85744, realizou seu primeiro voo em 8 de setembro de 1992. Reformado em 2009, foi adquirido pela Dagestan Airlines em janeiro de 2010. Naquela época, a companhia aérea rebatizou-se como South East Airlines, e o avião foi pintado com a nova pintura. A aeronave supostamente atendia a todos os padrões de segurança europeus relevantes e, um mês antes do acidente, havia sido usada para transportar a Seleção Belga de Futebol, um voo que exigia o cumprimento dos regulamentos europeus.[ligação inativa]

## Acidente
O avião fazia uma viagem programada do Aeroporto de Vnukovo em Moscou, para o Aeroporto de Uytash em Makhachkala, Daguestão. Dois dos três motores da aeronave falharam logo após a decolagem às 14:07, horário local. Os pilotos relataram a perda de motores quando a aeronave estava a uma altura de cerca de 9.100 metros (29.900 pés). Foi solicitado um pouso de emergência no Aeroporto de Domodedovo, e enquanto a aeronave estava pousando, o terceiro motor falhou. A aeronave se aproximou da pista 32R da direita em um ângulo quase reto, sobrevoando a cabeceira antes de virar à direita a 500 metros à esquerda da pista e cruzar a pista, voando paralelo, mas à direita da pista. A aeronave pousou 88 metros à direita da linha central da pista e apenas 350 metros antes do final, desintegrando-se em três seções quando parou.

## Vítimas fatais
O pouso de emergência resultou em 2 mortes e 92 feridos, dos quais 39 eram graves.
Um dos dois mortos era Gadzhimurad Magomedov, irmão de Magomedsalam Magomedov, presidente do Daguestão. A outra, mãe de um juiz da Corte Constitucional da Federação Russa, morreu de ataque cardíaco. O número de pessoas a bordo do avião não era claro. Relatórios iniciais diziam que entre 163 e 172 pessoas estavam a bordo, mas um número de 168, oito dos quais eram membros da tripulação, foi posteriormente decidido.

## Investigação e julgamento
As autoridades russas enviaram investigadores para o local do pouso de emergência, classificando a investigação como uma "investigação criminal", de acordo com o Comitê de Investigação Russo. O procurador-geral Yuri Chaika estaria "mantendo um olhar atento" sobre os procedimentos. Várias horas após a ocorrência do incidente, o promotor principal da investigação disse que os resultados preliminares sugeriam que uma colisão com pássaros foi responsável pela perda de motores.
No dia seguinte ao acidente, os investigadores recuperaram o gravador de dados de voo e um segundo dispositivo de armazenamento de dados.[ligação inativa] O Comitê Interestadual de Aviação disse que havia começado a análise de ambos os dispositivos recuperados, que estavam em "condições satisfatórias".[ligação inativa] O gravador de voz da cabine foi recuperado em 10 de dezembro.[ligação inativa] A análise do gravador de dados de voo mostrou que oito minutos após a decolagem da aeronave, a uma altitude de 6.500 metros (21.300 pés), o suprimento de combustível para os motores flutuou, e conforme a aeronave passava 9.000 metros (30.000 pés), os dois motores desligaram.[ligação inativa] A tripulação neste ponto iniciou uma descida em direção ao Aeroporto de Domodedovo.[ligação inativa] O motor central teve um "período de instabilidade", mas seu estado normal foi "restaurado e mantido" até o pouso da aeronave.[ligação inativa]
O fornecimento de combustível no aeroporto de Vnukovo foi confirmado para atender aos padrões.[ligação inativa] Em 1º de abril de 2011, os investigadores anunciaram que a baixa qualidade do combustível foi descartada como a causa do acidente, apesar das leituras dos instrumentos que indicaram problemas com o suprimento de combustível antes da aeronave cair.
Em 26 de setembro de 2011, o MAK divulgou seu relatório final, concluindo que a causa do acidente foram as ações errôneas da tripulação durante o voo e a aproximação em condições meteorológicas instrumentais com um motor em funcionamento, o que resultou na aproximação significativa da aeronave à direita da linha central estendida, saindo da pista após o pouso e colidindo com um aterro. O engenheiro de voo desligou acidentalmente uma bomba de combustível durante a transferência de combustível. Como resultado, o fluxo de combustível flutuou, levando a leituras incomuns de altitude e motor antes que os dois motores externos desligassem. Neste ponto, a tripulação optou por trazer o avião para o aeroporto de Domodedovo. O relatório afirma que a tripulação não usou todas as opções disponíveis para lidar com a perda de potência do motor e não seguiu os procedimentos de pouso com dois motores não funcionais. O relatório também observou que a tripulação não foi suficientemente treinada para lidar com a situação.
Em 22 de janeiro de 2015, o piloto do avião, Zakarzha Zakarzhayev, foi considerado culpado em tribunal nos termos do artigo 263.3 do Código Penal da Rússia (violação das regras de segurança de transporte e viagens aéreas, que resultou na negligência até a morte de duas ou mais pessoas). Ele recebeu uma pena suspensa de 3 anos, e em seguida, imediatamente anistiado.